# Батон-Руж (фильм)
«Испанская горячка» (также «Батон-руж») — испанский художественный фильм режиссёра Рафаэля Монлеона, драма о «любовном треугольнике» с Викторией Абриль, Антонио Бандерасом и Кармен Маурой в главных ролях.

## Сюжет
Исабель Харрис — зрелая богатая женщина, которая страдает ночными кошмарами, ей кажется, что её насилуют. Она хочет победить свои кошмары и найти для этого себе молодого любовника и она готова за это платить. И она находит себе Антонио — простого рабочего парня, который хочет выбиться в люди, и за это он готов продать свою любовь. У Антонио есть больной немой брат, которого он очень любит и обещает ему, что они вместе будут жить в роскошном Батон-Руже.
Антонио живёт с Исабель, доставляет ей удовольствие, но ночные кошмары не прекращаются. Тогда Антонио советует ей посетить психиатра и решить эту проблему. Психиатром оказывается молодая девушка Ана Алонсо. Между Антонио и Аной возникает любовь, и они хотят быть вместе. Но у них нет денег и им мешает Исабель.
Тогда Антонио и Ана разрабатывают хитроумный план. Психиатр внушает Исабель, что её кошмары прекратятся, если она убьёт своего мужа. Антонио и Ана вынуждают Исабель выписать чек на большую сумму. Молодые любовники хотят остаться с деньгами, а Исабель посадить в тюрьму. Убийство действительно происходит, но в дело вмешивается полиция. В итоге каждый из троицы оказывается обманутым и наказанным.

## В ролях
- Виктория Абриль — Ана Алонсо
- Антонио Бандерас — Антонио
- Кармен Маура — Исабель Харрис
- Анхель де Андрес Лопес
- Лаура Сепеда
- Ноэль Молина
- Рафаэль Диас — Рамон Рамос
- Франсиско Гихар — Леон Харрис
- Эдуардо Кальво —  папа Антонио
- Софи Ондрэ - Тенго Ченджскино

## Интересные факты
- Фильм был показан впервые 10 октября 1988 года в Испании
- Российское название фильма было придумано его уполномоченным продюсером в РФ